# Assedio di Kars
L'assedio di Kars fu l'ultima grande operazione militare della guerra di Crimea. Nel giugno del 1855, nel tentativo di alleviare la pressione che gravava sulla difesa di Sebastopoli, lo zar Alessandro II di Russia ordinò al generale Nikolaj Nikolaevič Murav'ëv di guidare i suoi uomini contro le aree di interesse ottomano in Asia Minore. Unendo contingenti disparati sotto il suo comando e forte di un corpo d'armata di 25 725 soldati e 96 cannoni leggeri, Murav'ëv decise di attaccare Kars, la più importante tra le fortezze dell'Anatolia orientale.

## Storia
Sul finire del 1854, il generale inglese William Fenwick Williams era stato inviato a Kars per riferire la situazione a lord FitzRoy Somerset, I barone Raglan, comandante in capo del corpo di spedizione britannico in Crimea. Williams trovò la città in uno stato deplorevole. Le forze ottomane includevano moltissimi neo-coscritti e molti soldati non erano pagati da mesi e portavano armi obsolete. Servizi accessori come ospedali da campo erano inesistenti. Molti dei principali ufficiali ottomani erano addirittura assenti dal campo di battaglia e vivevano a Istanbul. Il morale era basso e le diserzioni molte. Williams prese comunque il comando della situazione con diversi altri ufficiali stranieri e da subito si mise in moto per ridare disciplina alle truppe turche, formarle e rinforzare le difese della città. Alla primavera del 1855, 17 000 uomini erano pronti a difendere Kars.

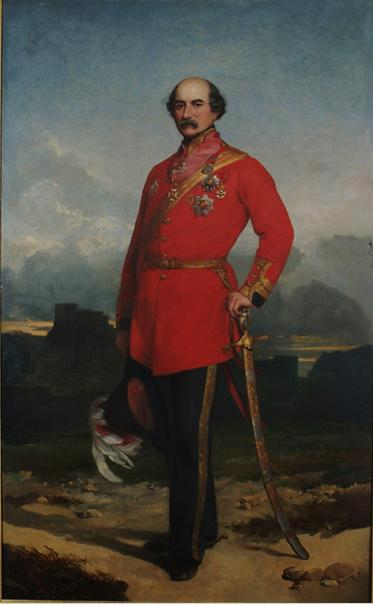
Sir William Fenwick Williams, I baronetto di Kars in un ritratto di William Gush

Il primo attacco venne respinto dalle forze ottomane sotto la guida di Williams. Il secondo assalto di Murav'ëv respinse i turchi ma il rinnovato vigore degli ottomani colse quasi di sorpresa le truppe imperiali russe. Il feroce combattimento che ne seguì impose un cambiamento di tattica e l'inizio di un vero e proprio assedio a fine novembre. Avendo ricevuto la notizia dell'attacco, il comandante ottomano Omar Pascià chiese di spostare le truppe ottomane dall'assedio di Sebastopoli in Asia Minore con l'intento di salvare Kars. Dopo diversi ritardi, in particolare a causa di Napoleone III, Omar Pascià lasciò la Crimea alla volta di Sukhumi con 45 000 uomini il 6 settembre.
L'arrivo di Omar Pascià sulle coste  del Mar Nero a nord di Kars indusse Murav'ëv a dare inizio a un terzo assalto alle forze ottomane che erano quasi sul punto di collassare per la mancanza di rifornimenti. Il 29 settembre, i russi compirono un attacco generale a Kars che perdurò per un totale di sette ore di seguito, ma infine vennero respinti. Il generale Williams a ogni modo rimase isolato, dal momento che Omar Pascià non riuscì mai a raggiungere la città. Al posto di venire in soccorso alla guarnigione della fortezza, si dilungò in una serie di scontri minori in Mingrelia e nella conquista di Sukhumi. Nel frattempo, le riserve ottomane a Kars erano ormai terminate e le linee di rifornimento erano compromesse.
Una pesante nevicata a fine ottobre rese i rinforzi ottomani a Kars quasi impossibili. Selim Pascià, figlio di Omar, sbarcò con un'altra armata presso l'antica città di Trebisonda, a ovest, e iniziò a marciare a sud in direzione di Erzerum per impedire ai russi di avanzare oltre in Anatolia. I russi dal canto loro inviarono una piccola forza dalla linea di Kars a fermare l'avanzata del nemico e sconfissero gli ottomani presso il fiume Enguri il 6 novembre.
La guarnigione di Kars nel frattempo cadde sempre più in declino di fronte al permanere dell'assedio e alla fine si arrese al generale Murav'ëv il 28 novembre 1855. Murav'ëv venne autorizzato dallo zar a mutare il proprio cognome in "Murav'ëv-Karskij" per commemorare la sua vittoria nella presa della fortezza. Entrando in città i russi "rimasero da subito allibiti dalla scoperta di masse di uomini troppo deboli per essere evacuati, molti dei quali sul punto di morire". Malgrado la mancanza di aiuto da parte di Istanbul, Williams era rimasto al suo posto con le truppe ottomane rimastegli e pertanto cadde anch'egli prigioniero dei russi che comunque lo trattarono con estremo onore.